# 短石蛏
，是贻贝目壳菜蛤科石蜊属的一种。主要分布于南海、韩国、中国大陆、台湾，常栖息在潮间带的珊瑚礁中、穴居于石灰石，珊瑚礁，牡蛎或真珠贝的壳中。